# Середньосеймський заказник
Середньосе́ймський зака́зник — ландшафтний заказник загальнодержавного значення в Україні. Розташований у межах Путивльського, Білопільського і Буринського районів Сумської області, у долині річки Сейму, а також у пригирловій частині Виру. 
Площа 2020,8 га. Статус надано 1987 року. Перебуває у віданні: Білопільська райдержадміністрація, ДП «Білопільський агролісгосп», Пісківська с/р (Буринського р-ну), ДП «Буринський агролісгосп», Путивльська райдержадміністрація, ДП «Путивльський агролісгосп». 
Охороняється унікальний природний комплекс у прирусловій частині річки Сейм, де збереглися заплавні листяні ліси. Більшу частину площ займають луки, а також водна і прибережно-водна рослинність стариць. Ліси здебільшого середньовікові (50—60 років). Тут трапляються дуби заввишки до 18 м з розлогою густою кроною, які утворюють перший ярус. Є високі ясени, інколи трапляється осика, в'яз, липа серцелиста і клен польовий. У підліску зростають кущі ліщини звичайної. Недалеко від русла Сейму трапляється реліктові види — коручка чемерникоподібна і страусине перо, окремі екземпляри якого в заказнику бувають заввишки до 1,5 м. 
У заказнику намагаються проводити роботу з охорони хохулі — рідкісного звіра, який занесений до Міжнародної Червоної книги, а також Червоної книги України. У Середньосеймському заказнику також мешкають бобри, з птахів — лебідь-шипун і гуска сіра. 
Нагально необхідною є зміна статусу заказника «Середньосеймський», який був створений з метою збереження популяції хохулі, але фактично не виконує своєї функції. 
Хоча ще в 2001 році затверджено наукове обґрунтування створення ННП «Середньосеймський», до складу, якого включено і заказник, але і до сьогодні відчутних зрушень у вирішенні цього питання немає. Крім того, при створенні національного парку необхідно врахувати, що хохуля сьогодні трапляється вже далеко за межами заказника. На річці Вир біля села Нові Вирки зафіксовані випадки загибелі хохулі в рибальських знаряддях лову. За 2005 рік відомо 7 таких випадків, за 2006 рік — 2 випадки. Офіційно зафіксовано тільки три випадки, за якими і були складені відповідні акти та відправлені до Державного управління екології та природних ресурсів у Сумській області, у відділ природно-заповідного фонду. 

## Зображення

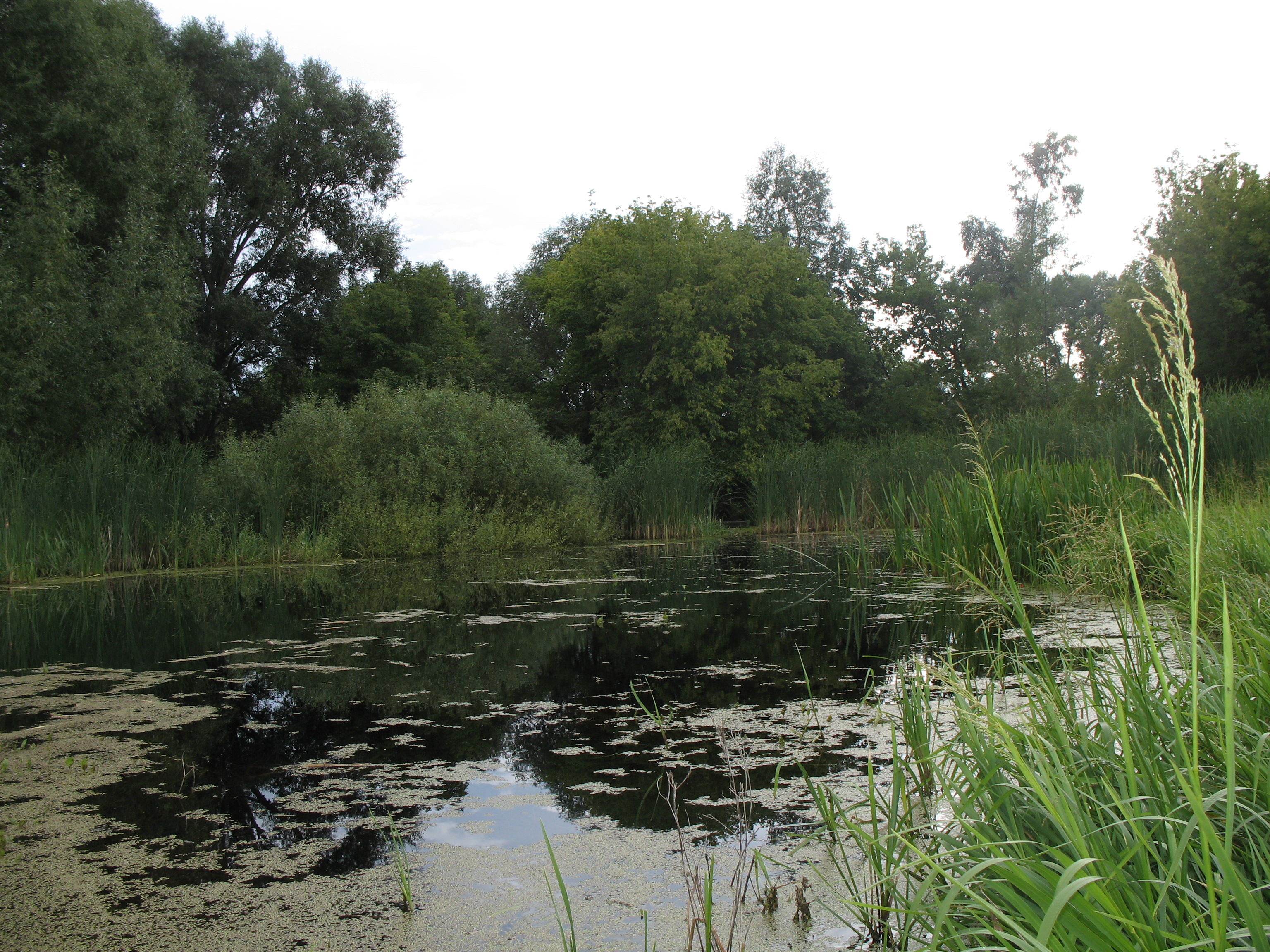
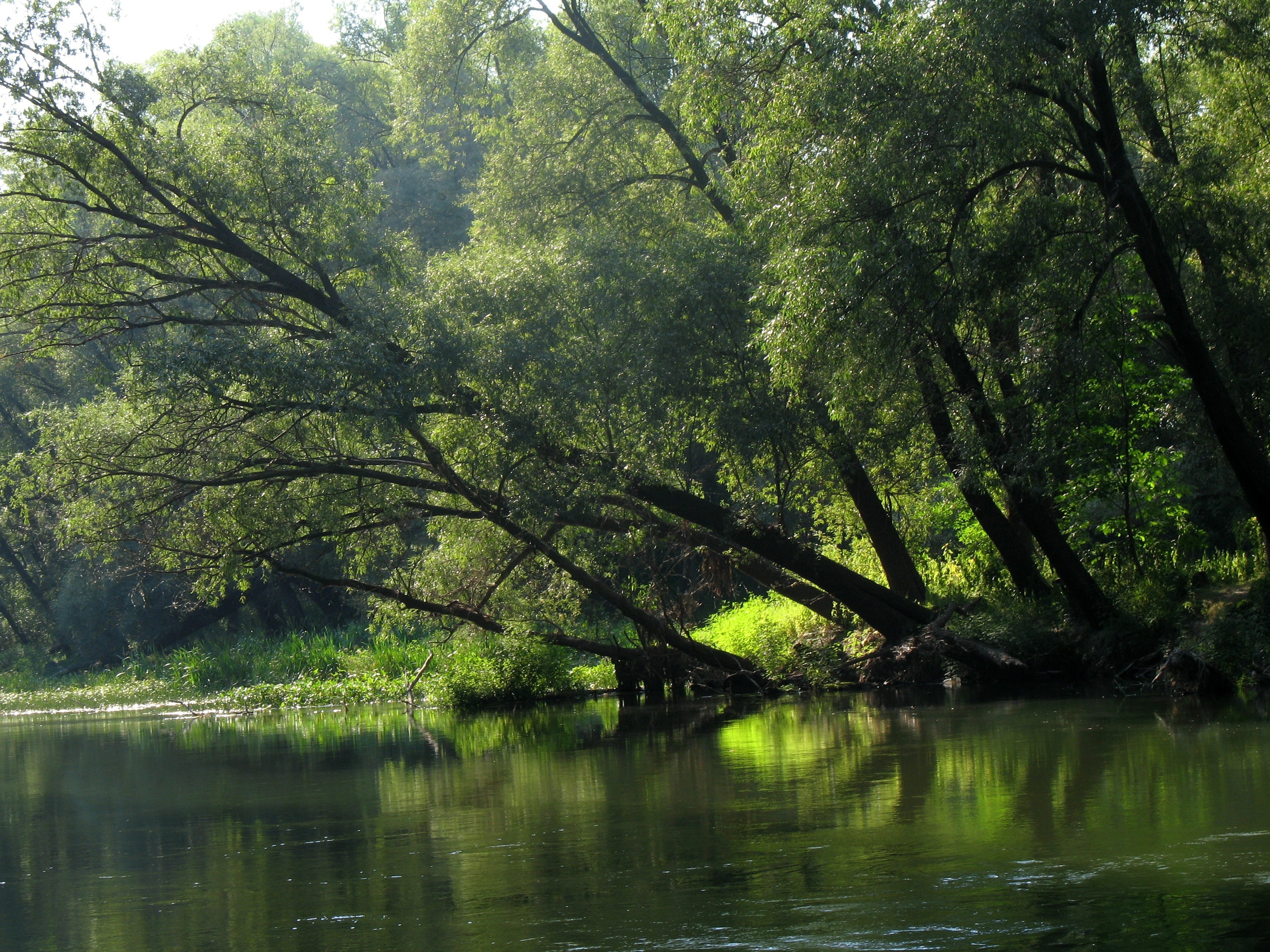
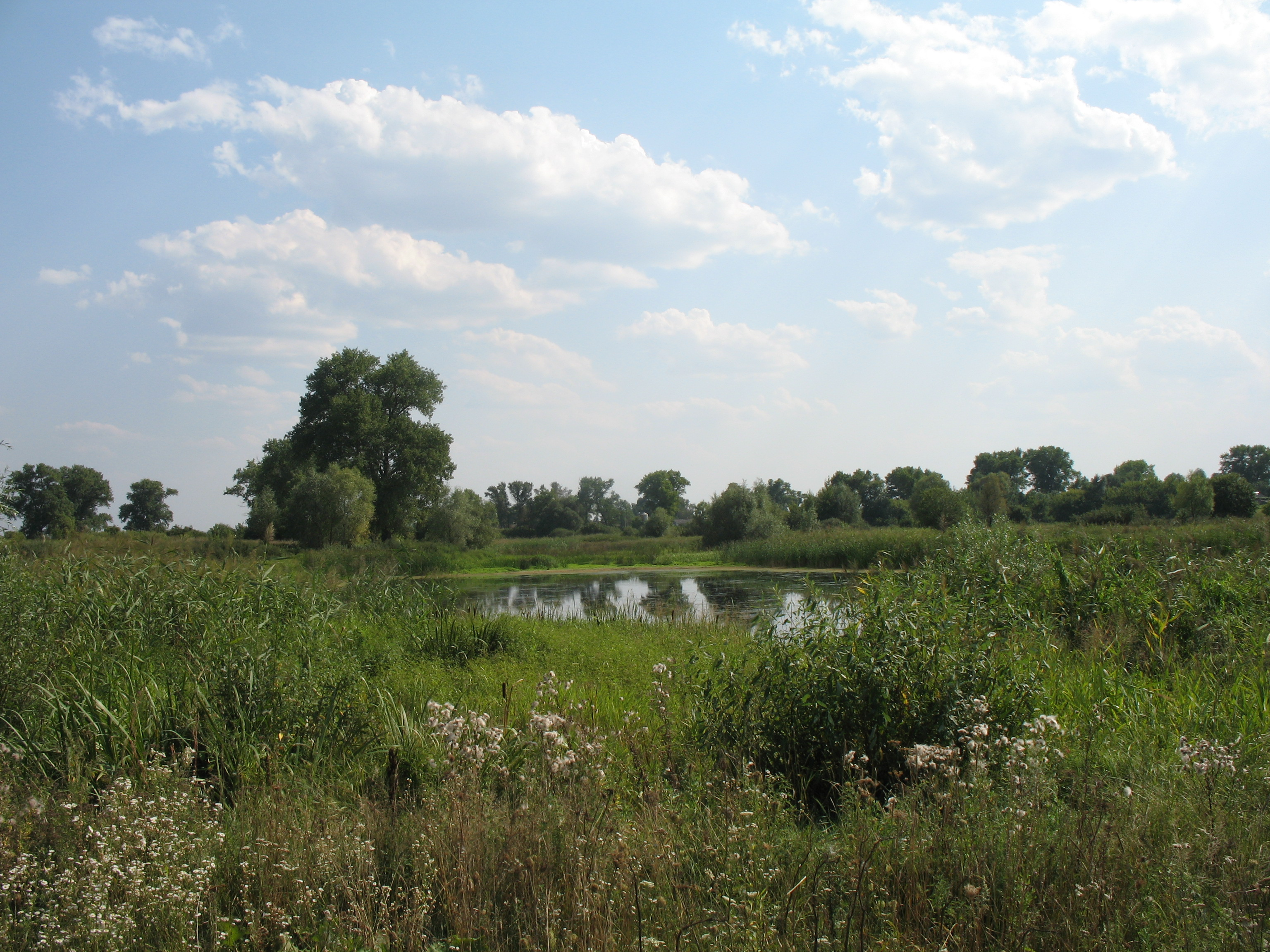